# Cajari
Cajari är en kommun i Brasilien.   Den ligger i delstaten Maranhão, i den nordöstra delen av landet, 1 400 km norr om huvudstaden Brasília. Antalet invånare är 18 348.
Omgivningarna runt Cajari är huvudsakligen savann. Runt Cajari är det glesbefolkat, med 16 invånare per kvadratkilometer.